# Gununganyar (Soko)
Gununganyar is een bestuurslaag in het regentschap Tuban van de provincie Oost-Java, Indonesië. Gununganyar telt 2807 inwoners (volkstelling 2010).